# Osiedle Rataja (Zamość)
Osiedle Rataja w Zamościu – jedna z szesnastu dzielnic (jednostek), na jakie podzielone jest miasto Zamość. Jest położone w północnej części miasta, a granice biegną: 
- od południa: ul. Graniczną
- od zachodu: ul. Lubelską
- od północy: granicą miasta
- od wschodu: ul. Powiatową

Zabudowa mieszkalna stanowi większość tutejszej zabudowy. Są to domy jednorodzinne, których większość skupia się w części zachodniej osiedla. Obecnie trwają tu budowy kolejnych domów. Sporą powierzchnię zajmują tu także grunty orne i łąki.
Biegną tędy drogi krajowe nr 17 (E372), nr 74 oraz obwodnica miasta (ul. Legionów), przy której dostępny jest chodnik pieszo-rowerowy (również przy ul. Powiatowej). Przez dzielnicę przeprowadzono także Linię Hutniczą Szerokotorową, na której tuż poza granicą miasta (północna strona ul. Legionów, na linii ul. J. Zachwatowicza) znajduje się dawna, nieczynna obecnie stacja Zamość Północny.

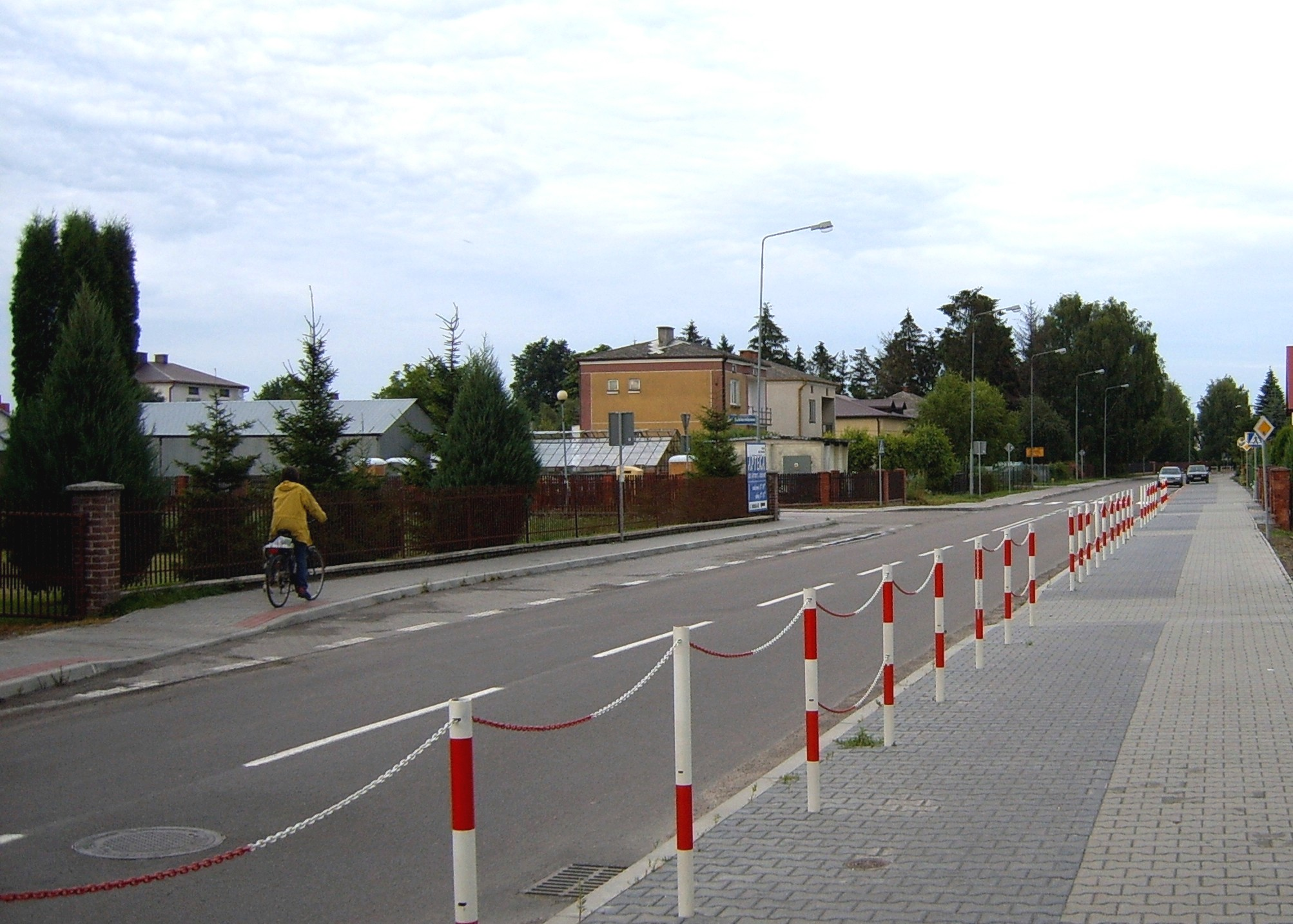
Zabudowa osiedla przy ul. Granicznej (lewa strona)

Brak tu obiektów oświatowych i kościołów (najbliższe na sąsiednim Os. Powiatowa). Znajduje się tu Sala Królestwa zboru Świadków Jehowy.
Obiekty usługowe skupiają się tu przy głównych ulicach, tj. Lubelskiej i Granicznej; wśród nich działają tu m.in. składy budowlane, warsztaty motoryzacyjne. Słabo rozwinięte są usługi dla mieszkańców dzielnicy (m.in. sklepy), przy czym najbliższe dostępne są na Osiedlu Powiatowa.